# Observatorio Dominion
El Observatorio Dominion es un observatorio astronómico localizado en Ottawa, Ontario, donde operó entre 1902 y 1970. Como institución dentro del Gobierno Federal Canadiense, desarrolló actividades relacionadas principalmente con las necesidades del Departamento de Interior, centradas en la determinación de coordenadas precisas y en la regulación horaria, funciones propias de la época en que fue fundado.

## Historia
Durante varios años se había utilizado un pequeño observatorio en el río Ottawa para fijar la hora local. En 1902, se decidió que Canadá necesitaba un observatorio nacional de referencia más grande, similar al Real Observatorio de Greenwich en Gran Bretaña.

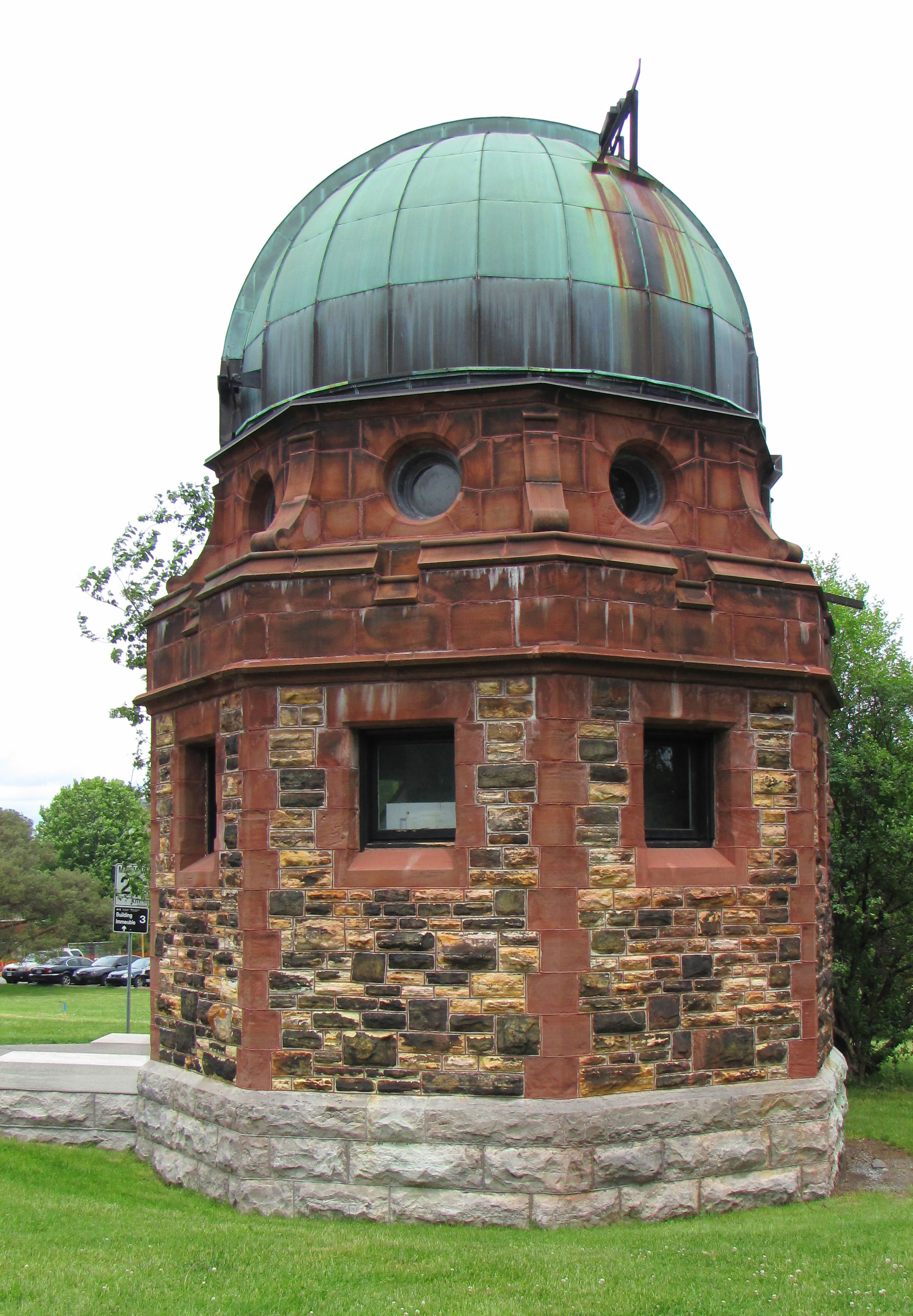
Edificio Ecuatorial, delante de edificio principal

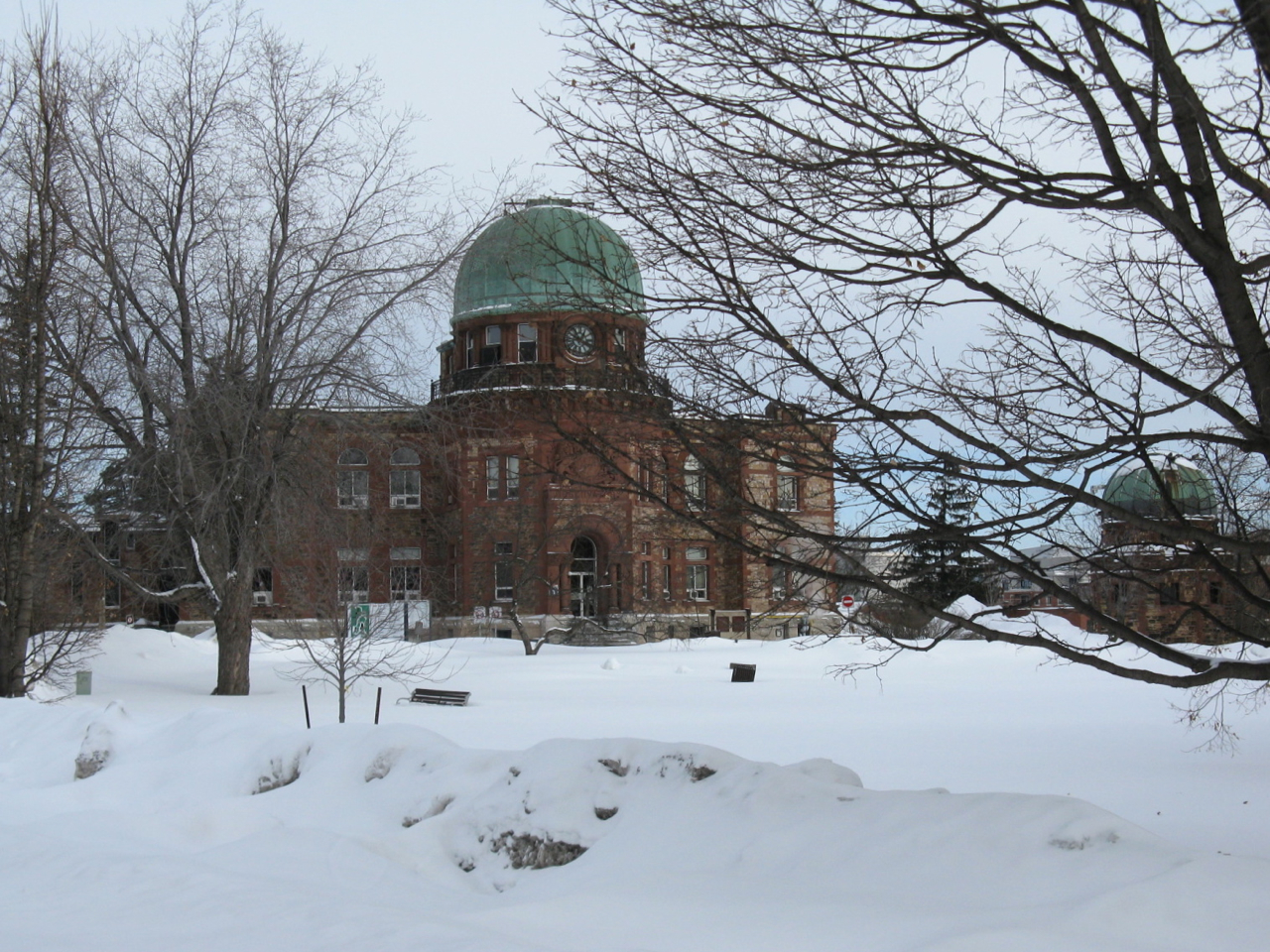
El Observatorio Dominion sobre el entorno nevado

El nuevo edificio se levantó cerca del lago Dow, en terrenos de la Granja Experimental Central del Departamento de Agricultura. Este edificio, de estilo neorrománico, se completó en 1905.
Su instrumento principal era un telescopio refractor de 15 pulgadas, el mayor refractor instalado en Canadá hasta entonces. Aunque la institución estaba principalmente dedicada a labores de horario astronómico y geodesia, también empezó a desarrollar un número creciente de otras actividades. El Observatorio Dominion fue la institución geofísica de referencia en Canadá durante muchas décadas, incluyendo la operativa de la red sismométrica nacional. La institución realizó trabajos importantes, pero como cabeza de puente al mundo de la astronomía, con el crecimiento del campo de la astrofísica, los astrónomos canadienses empezaron a reclamar una instalación más adecuada para la nueva etapa científica. En 1917, se inauguró el Observatorio Astrofísico Dominion en Victoria (junto a la costa del Pacífico de la Columbia Británica), sustituyendo al Observatorio Dominion como el centro astronómico más importante de Canadá.
Durante muchos años, el Observatorio Dominion fue conocido entre los canadienses sobre todo como el origen de la señal horaria oficial del Canadá. El observatorio continuó en servicio hasta 1970, cuando se reorganizaron las instituciones de ciencia del Canadá. El servicio horario nacional y las actividades astronómicas se transfirieron al Consejo Nacional de Investigación de Canadá, mientras que la geofísica, la geodesia y la cartografía se traspasaron al Departamento de Energía, Minas y Recursos Naturales. El trabajo geofísico posteriormente se fusionó al departamento de Cartografía Geológica de Canadá, integrado en la institución dedicada a los Recursos Naturales de Canadá. Las observaciones astronómicas horarias habían cesado en el Observatorio Dominion muchos años antes, cuando los relojes de cuarzo y después los relojes atómicos superaron en precisión a las observaciones astronómicas para fijar la hora.
Tras esta reorganización, el edificio se convirtió en la sede de las oficinas del Consejo Nacional de Investigación de Canadá. Entre 1905 y 1970, el telescopio siempre estuvo expuesto al público. En 1974 se decidió trasladarlo desde el Observatorio Dominion al Observatorio Helen Sawyer Hogg, integrado en el Museo de la Ciencia y la Tecnología de Canadá, donde permanece desde entonces.
A mediados de los años 1990 se extendió el rumor dentro de la Institución de Recursos Naturales de que el edificio podría ser derribado como forma de ahorrar recursos en una época de recortes presupuestarios. Sin embargo, estos rumores no se materializaron, y desde el año 2008, el edificio es la sede de la Oficina de Eficiencia Energética, un departamento del organismo responsable de los Recursos Naturales de Canadá.